# Anton Lembede

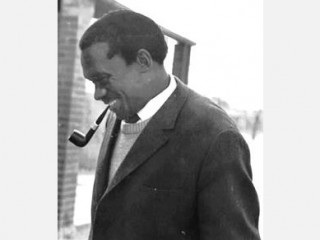
Anton Lembede

Anton Muziwakhe Lembede (21 de marzo de 1913, Enbston, Estados Unidos - 2 de agosto de 1947) fue un pensador y político sudafricano y uno de los más influyentes teóricos del nacionalismo negro durante la década de 1940. Fue miembro fundador y primer presidente de la rama juvenil del Congreso Nacional Africano. Fue hijo de una familia de agricultores de la etnia zulú que contabana con graves problemas económicos, aun así, sus padres pudieron enviarlo a la escuela, aunque dos años después tuvo que trabajar como ayudante de cocina para poder estudiar nuevamente. En 1933 le fue dada una beca para estudiar en el Adams Teacher Training College, una institución de la iglesia  congregacionalista donde compartió lugar con destacable personajes como  Albert John Luthuli. Lembede aprendió las lenguas afrikáans, sesotho y latín. Más tarde, se licenció en Filosofía y derecho. En 1943 se trasladó a Johannesburgo, donde hizo prácticas en el despacho de Pixley Ka Izaka Seme, un abogado que simpatizaba con el ANC. Anton falleció el 2 de agosto de 1947, tras sufrir una larga enfermedad, cuando sólo tenía 33 años de edad.